# Ośrodek Szkolno-Wychowawczy dla Dzieci Niesłyszących im. Józefa Sikorskiego w Poznaniu

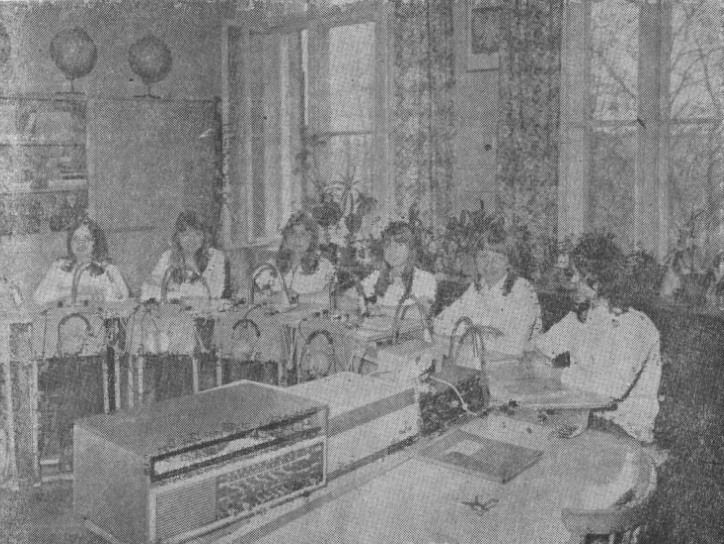
Nauka w szkole podstawowej

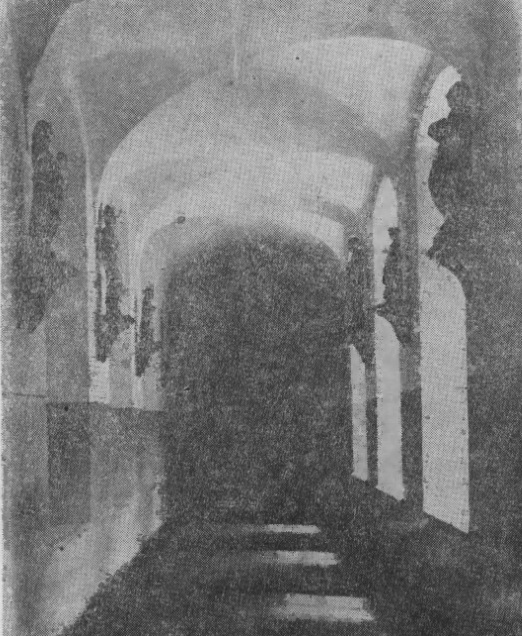
Korytarz, później przebudowany na salę kinową (1920)

Ośrodek Szkolno-Wychowawczy dla Dzieci Niesłyszących w Poznaniu – ośrodek wychowawczy, szkoła podstawowa, szkoły ponadpodstawowe i dawne gimnazjum dla osób niesłyszących znajdujące się w Poznaniu na Śródce.

## Historia
Ośrodek powstał z inicjatywy Józefa Sikorskiego. W 1831 ogłoszony został nabór do szkoły i 28 stycznia 1832 zostali zapisani pierwsi uczniowie.
Nauka odbywała się w przy Seminarium Nauczycielskim na Śródce w budynku poklasztornym zakonu reformatów. Pierwszym dyrektorem Zakładu był Stefan Gruszczyński.
W latach 1836–1837 wybudowano nowy budynek szkoły obok istniejącego. Przebudowy budynków miały miejsce w latach 30. XIX wieku w związku z budową fortyfikacji w Poznaniu (m.in. Bramy Bydgoskiej). W 1874 Zakład otrzymał budynki po Seminarium Nauczycielskim które przeniosło siedzibę do Rawicza. W 1905 rozbudowano Zakład (gmach szkoły budowano według planów szkoły przy ul. Cegielskiego, a salę gimnastyczną według planów sali przy ul. Wyspiańskiego).
W 1922 Zakład uruchomił filię w Kościanie (funkcjonowała do 1934). W latach 1923–1926 przebudowano i remontowano budynki szkolne. W 1927 zelektryfikowano szkołę.
Podczas ostatnich walk II wojny światowej budynki Zakładu zostały zniszczone w około 50%. Odbudowano je i oddano do użytku w lipcu 1947. W 1946 otwarto w ośrodku pierwszą w Polsce poradnię ortofoniczną.
Od 1961 do 1980 ośrodek posiadał filię w Poznaniu przy ul. Mariackiej 24/28. Przeznaczona ona była dla dzieci niesłyszących i jednocześnie upośledzonych umysłowo. W 1970 na terenach ogrodu szkolnego zorganizowane zostały boiska. W styczniu 2014 na strychu jednego z budynków odnaleziono zbiór materiałów archiwalnych dotyczących historii szkoły i Śródki. Pośród tysięcy obiektów był m.in. akt założenia szkoły, inne dokumenty, w tym XVIII-wieczne, a także bogata kolekcja zdjęć, z których najstarsze pochodziło z 1858, a zatem z czasów początków fotografii.
We wrześniu 2021 ośrodek został przejęty od miasta Poznania przez samorząd województwa wielkopolskiego.

## Nazwa ośrodka
Ewolucja nazw ośrodka:
- od 1832: Królewski Zakład dla Głuchoniemych w Poznaniu
- Prowincjonalny Zakład dla Głuchoniemych w Poznaniu
- od 1938: Poznański Zakład dla Niewidomych i Głuchych
- od 1972: Ośrodek Szkolno-Wychowawczy dla Dzieci Głuchych
- od 1995: Ośrodek Szkolno-Wychowawczy dla Dzieci Niesłyszących
- od 1996: Ośrodek Szkolno-Wychowawczy dla Dzieci Niesłyszących im. Józefa Sikorskiego

## Dyrektorzy
| Dyrektor Zakładu             | Dyrektor Zakładu | Imię i nazwisko         |
| od                           | do               | Imię i nazwisko         |
| ---------------------------- | ---------------- | ----------------------- |
| 1832                         | 1835             | Stefan Gruszczyński     |
| 1835                         | 1874             | N. Nepilly              |
| 1874                         | 1889             | Walenty Matuszewski     |
| 1889                         | 1916             | Jan Radomski            |
| 1916                         | 1919             | dr August Schreiber     |
| 1919                         | 1922             | dr Wojciech Wróblewski  |
| 1923                         | 1939             | ks. dr Bolesław Sulek   |
| 1939-1945: II wojna światowa |                  |                         |
| 1945                         | 1966             | Edmund Krysztofiak      |
| 1966                         |                  | mgr Włodzimierz Szubert |

| Dyrektor szkoły | Dyrektor szkoły | Imię i nazwisko        |
| od              | do              | Imię i nazwisko        |
| --------------- | --------------- | ---------------------- |
| 1945            | 1945            | Jan Sura               |
| 1946            | 1965            | Józef Pawłowczak       |
| 1965            | 1978            | mgr Maria Sobkowiak    |
| 1978            | 1981            | mgr Kazimiera Sikorska |
| 1981            |                 | mgr Bernard Wieczorek  |